# Anatole egaënsis
Anatole egaënsis är en fjärilsart som beskrevs av Butler 1867. Anatole egaënsis ingår i släktet Anatole och familjen Riodinidae. Inga underarter finns listade i Catalogue of Life.